# Trichaeta apicalis
Trichaeta apicalis är en fjärilsart som beskrevs av Walker 1856. Trichaeta apicalis ingår i släktet Trichaeta och familjen björnspinnare. Inga underarter finns listade i Catalogue of Life.